# クレイボーン郡 (ルイジアナ州)
クレイボーン郡（クレイボーンぐん、英: Claiborne Parish）は、アメリカ合衆国ルイジアナ州の北部に位置する郡である。2010年国勢調査での人口は17,195人であり、2000年の16,851人から2.0％増加した。郡庁所在地はホーマー（人口2,237人）であり、同郡で人口最大の町でもある。

## 歴史
クレイボーン郡はルイジアナ州初代知事ウィリアム・C・C・クレイボーンに因んで名付けられた。
当初のクレイボーン郡庁舎はラッセルビルにあったが、この町は現在ゴーストタウンになっている。19世紀後半に郡庁舎はホーマーに移された。ルイジアナ工科大学のジョン・アーディス・コーソンが、その著作『古きクレイボーンのゴーストタウン』で、クレイボーン郡の幾つかのゴーストタウンを研究した。その親戚であるジョージ・ワシントン・ダンスが「郡庁舎が移転したとき、その栄光も離れた。この村は現在古き擦り切れた野原になっている」と言ったことを回想している。
地域の歴史は、ホーマーにある郡庁舎の通り向かい、ハーバート・S・フォード記念博物館に納められている。

## 地理
アメリカ合衆国国勢調査局に拠れば、郡域全面積は768平方マイル (1,989.1 km2)であり、このうち陸地755平方マイル (1,955.4 km2)、水域は13平方マイル (33.7 km2)で水域率は1.63％である。

### 主要高規格道路
- アメリカ国道79号線
- ルイジアナ州道2号線
- ルイジアナ州道9号線

### 隣接する郡
- コロンビア郡 (アーカンソー州) - 北西
- ユニオン郡 (アーカンソー州) - 北東
- ユニオン郡 - 東
- リンカーン郡 - 南東
- ビエンビル郡 - 南
- ウェブスター郡 - 西

### 国立保護地域
- キサッチー国立の森（部分）

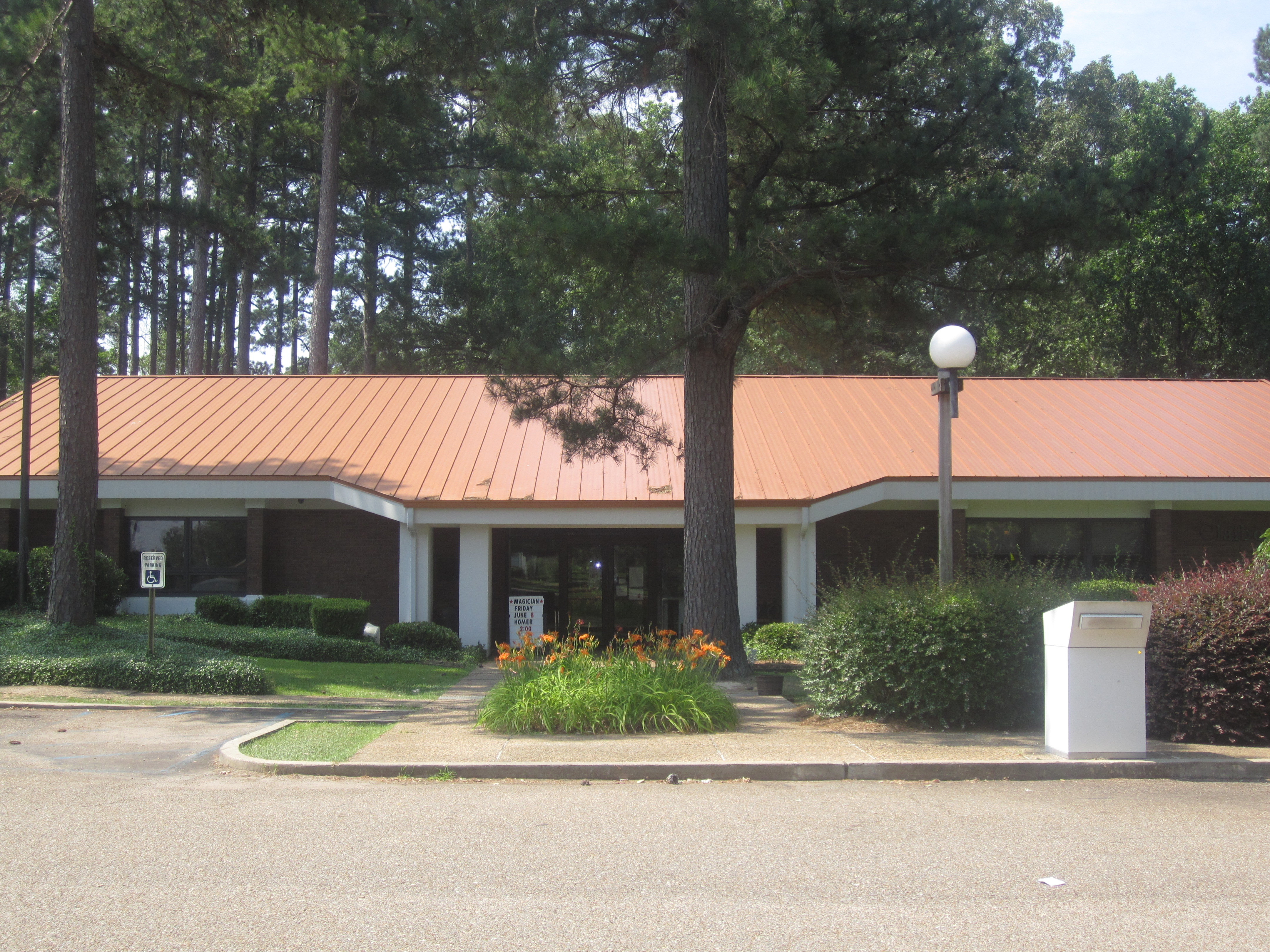
クレイボーン郡図書館
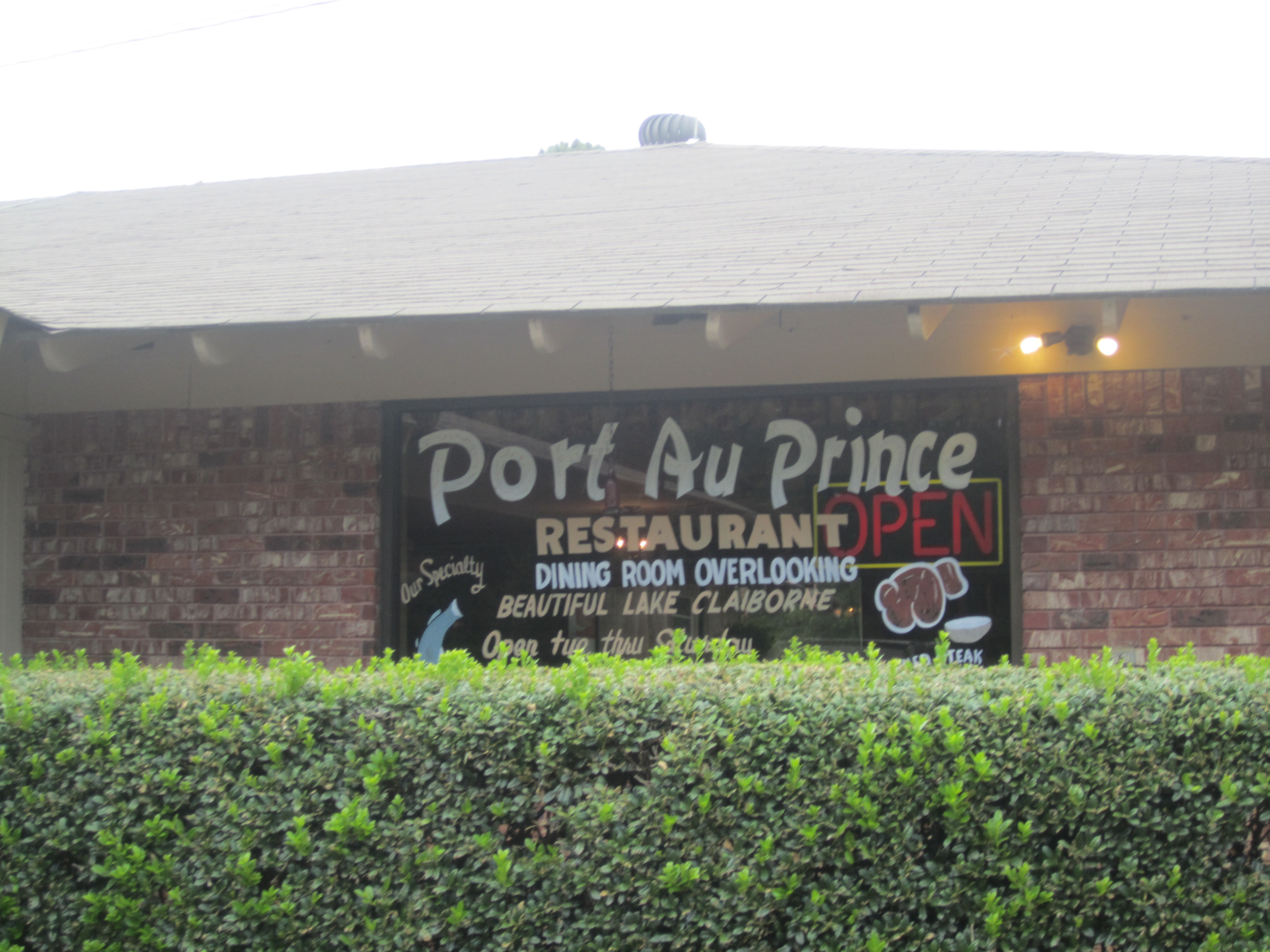
クレイボーン湖にあるポルトー・プランス・レストラン、ナマズ料理が有名
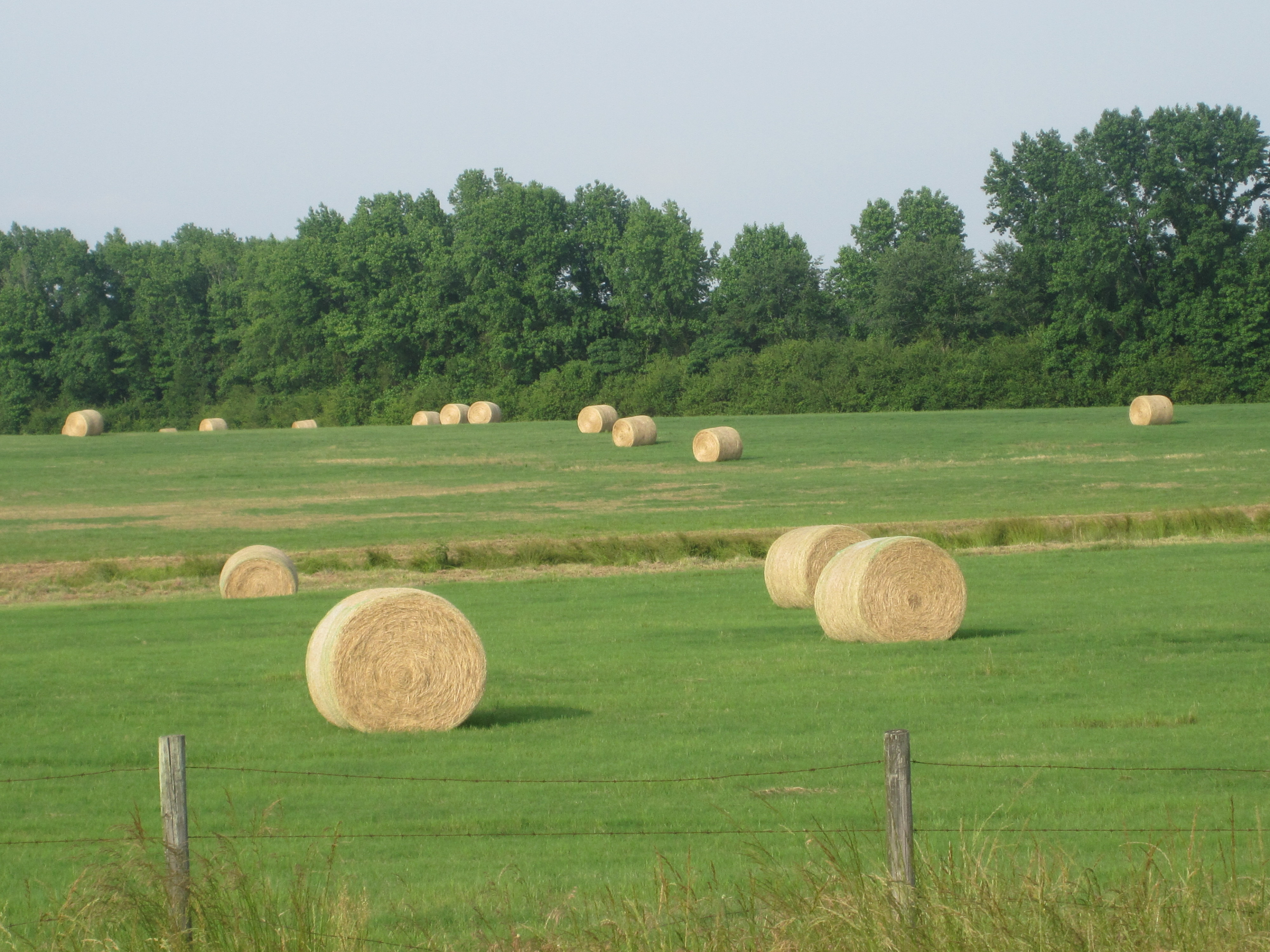
アセンズの北の畑で丸められた干草
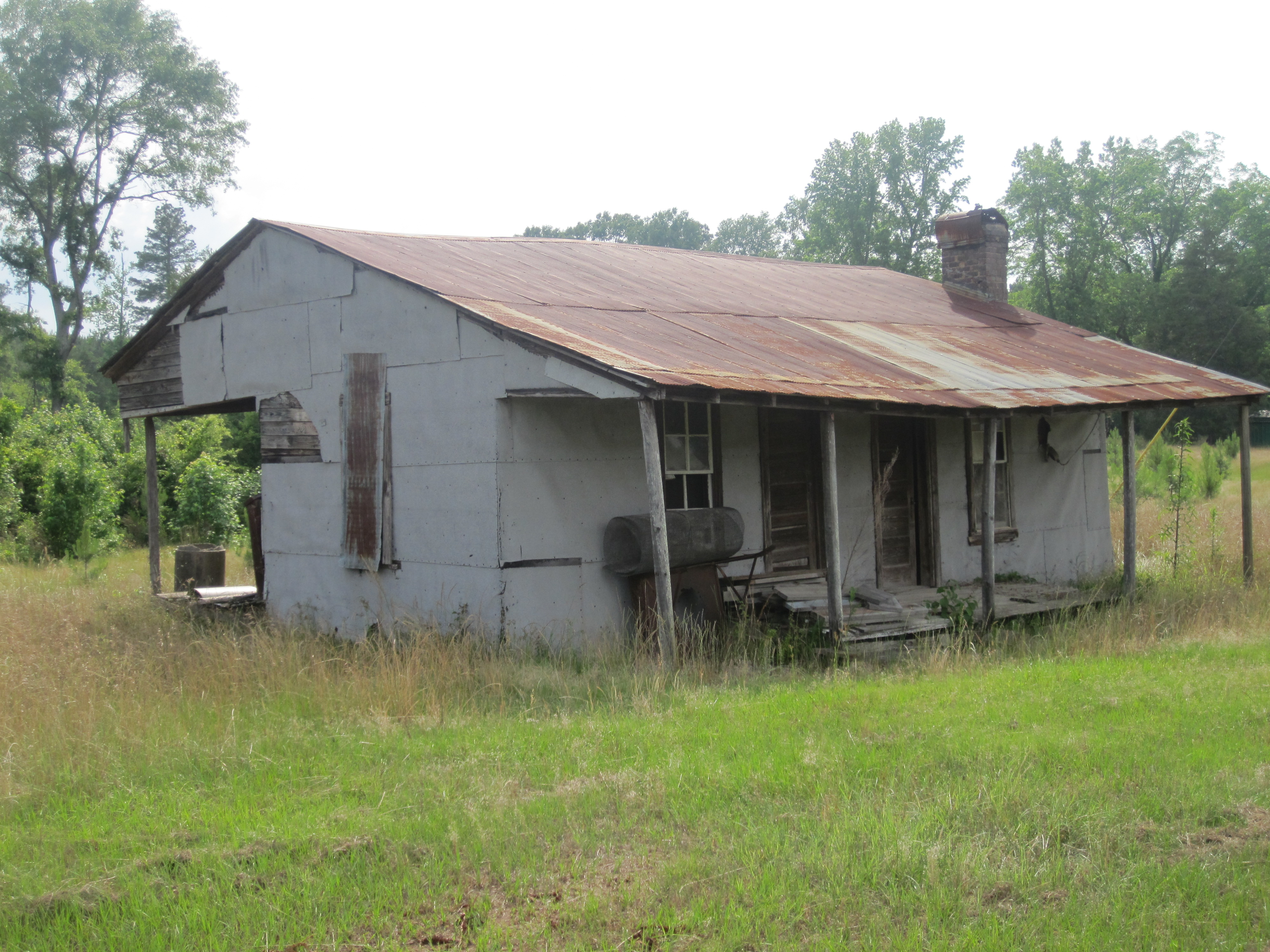
郡西部で典型的な廃屋
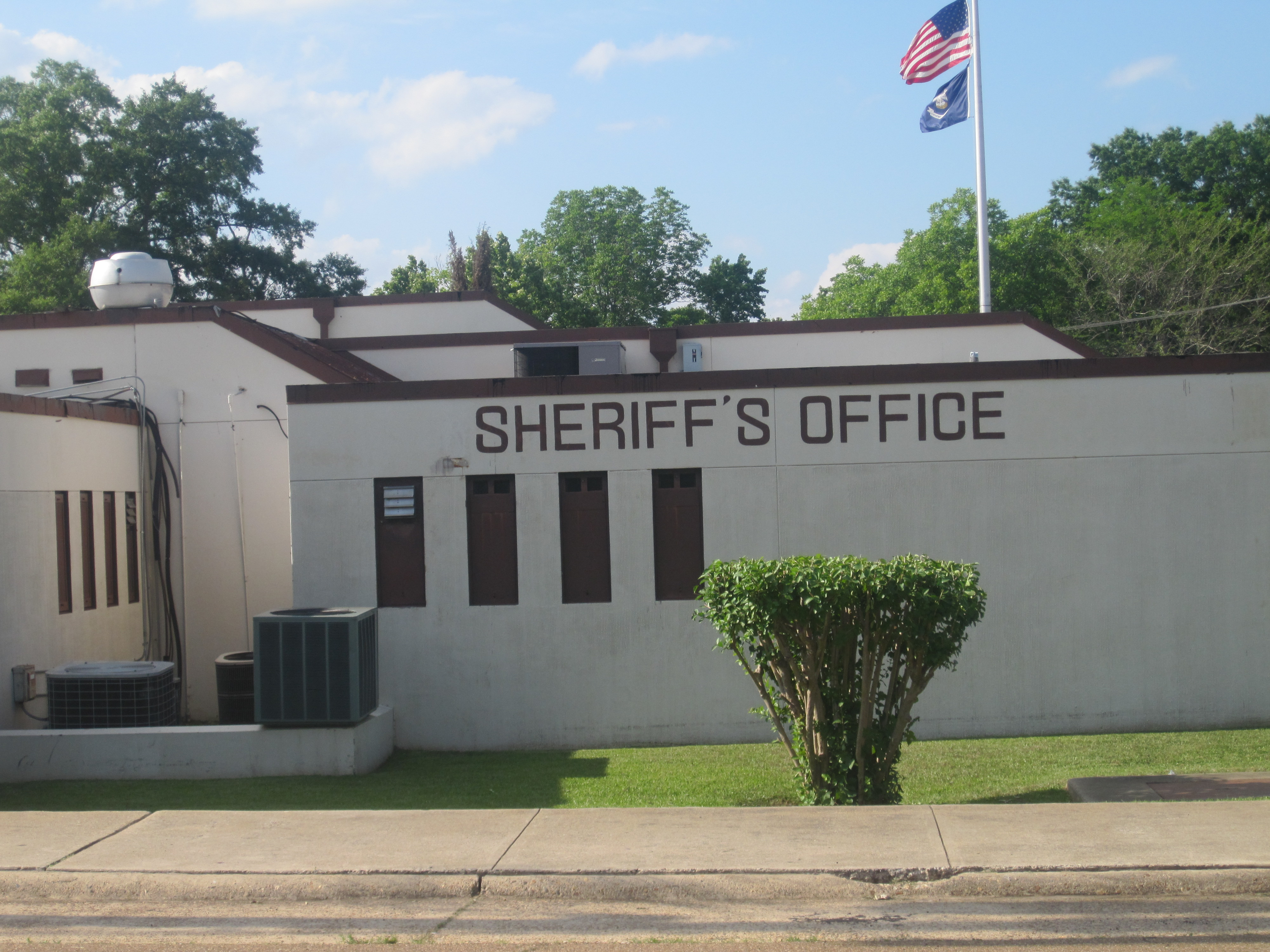
クレイボーン郡保安官事務所
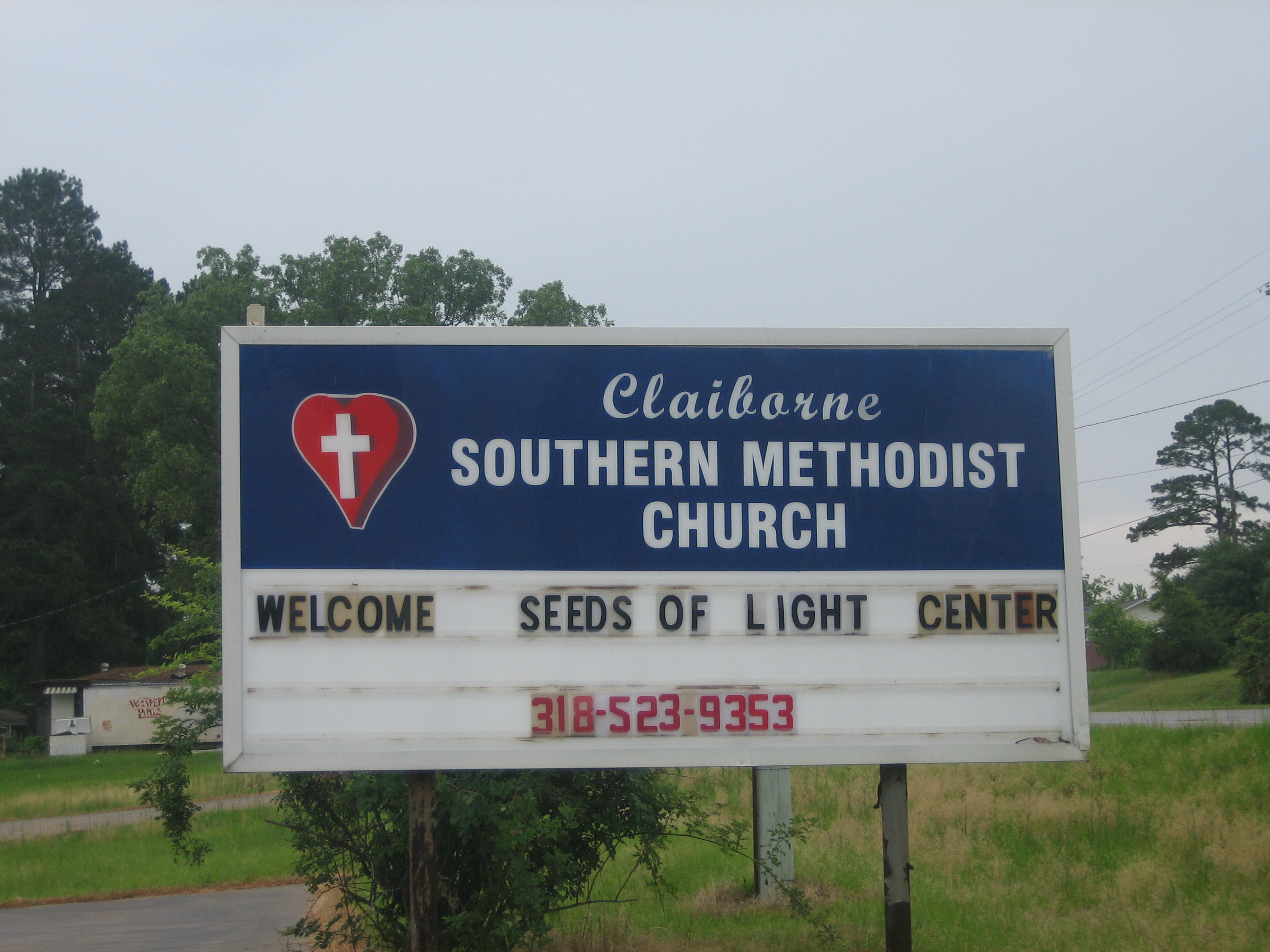
トリニティ・サザンメソジスト教会

## 人口動態

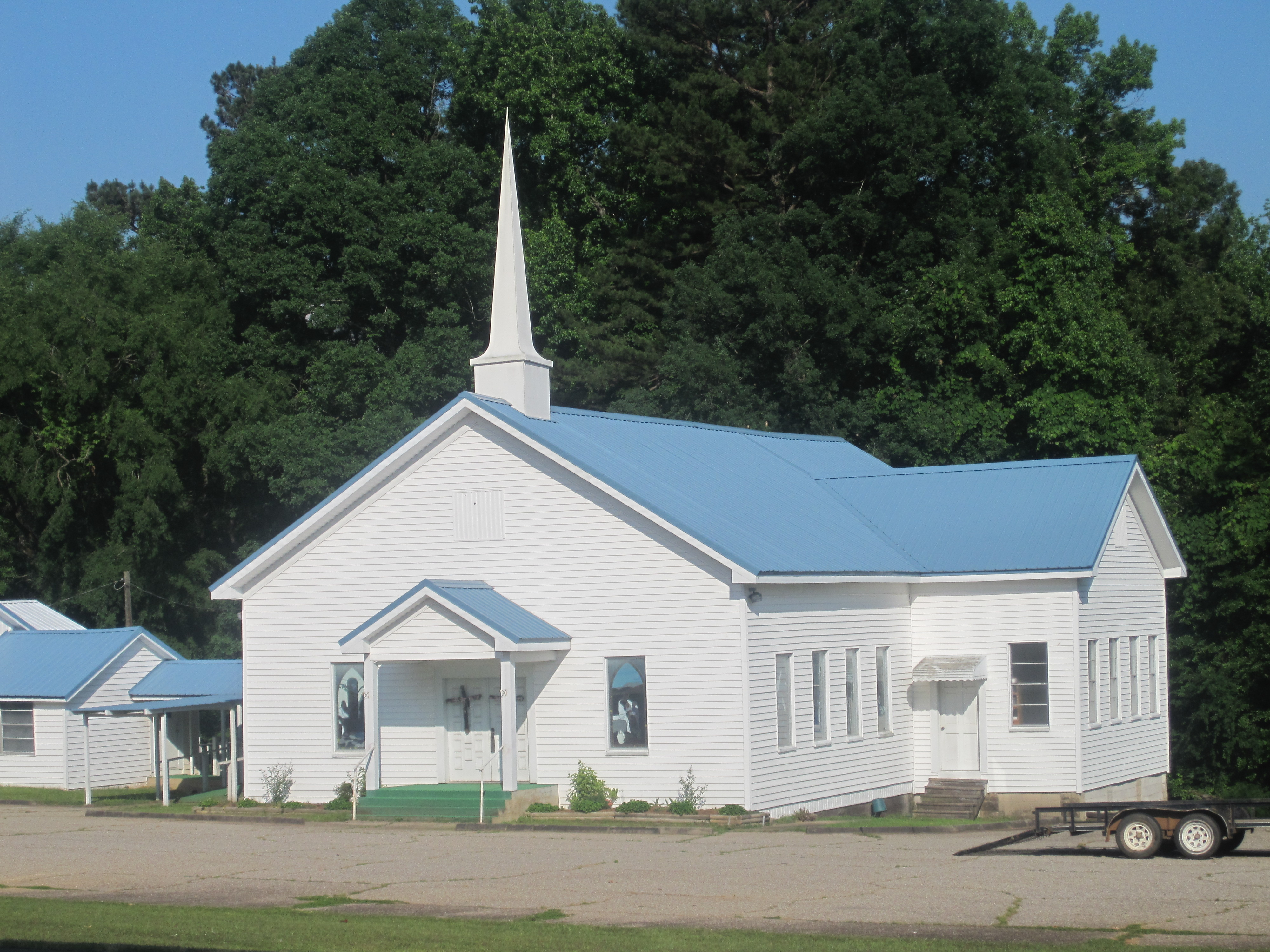
ホーリースプリングス・バプテスト教会

以下は2000年の国勢調査による人口統計データである。
| 基礎データ - 人口: 16,851人 - 世帯数: 6,270 世帯 - 家族数: 4,338 家族 - 人口密度: 9人/km2（22人/mi2） - 住居数: 7,815軒 - 住居密度: 4軒/km2（10軒/mi2） 人種別人口構成 - 白人: 51.80% - アフリカン・アメリカン: 47.378% - ネイティブ・アメリカン: 0.14% - アジア人: 0.10% - 太平洋諸島系: 0.03% - その他の人種: 0.08% - 混血: 0.48% - ヒスパニック・ラテン系: 0.76% 年齢別人口構成 - 18歳未満: 25.6% - 18-24歳: 8.0% - 25-44歳: 26.9% - 45-64歳: 22.3% - 65歳以上: 17.3% - 年齢の中央値: 38歳 - 性比（女性100人あたり男性の人口） - 総人口: 99.8 - 18歳以上: 98.4 | 世帯と家族（対世帯数） - 18歳未満の子供がいる: 29.7% - 結婚・同居している夫婦: 47.1% - 未婚・離婚・死別女性が世帯主: 17.6% - 非家族世帯: 30.8% - 単身世帯: 28.5% - 65歳以上の老人1人暮らし: 14.8% - 平均構成人数 - 世帯: 2.50人 - 家族: 3.07人 収入と家計 - 収入の中央値 - 世帯: 25,3447米ドル - 家族: 32,225米ドル - 性別 - 男性: 29,161米ドル - 女性: 20,102米ドル - 人口1人あたり収入: 13,825米ドル - 貧困線以下 - 対人口: 26.5% - 対家族数: 21.4% - 18歳未満: 36.3% - 65歳以上: 23.2% |

## 都市と町

### 町
- ヘインズビル
- ホーマー - 郡庁所在地

### 村
- アセンズ
- リスボン
- ジャンクションシティ

### 未編入の町
- サマーフィールド
- レイククレイボーン
- アリゾナ、ゴーストタウン
- ラッセルビル、ゴーストタウン

## 教育と宗教

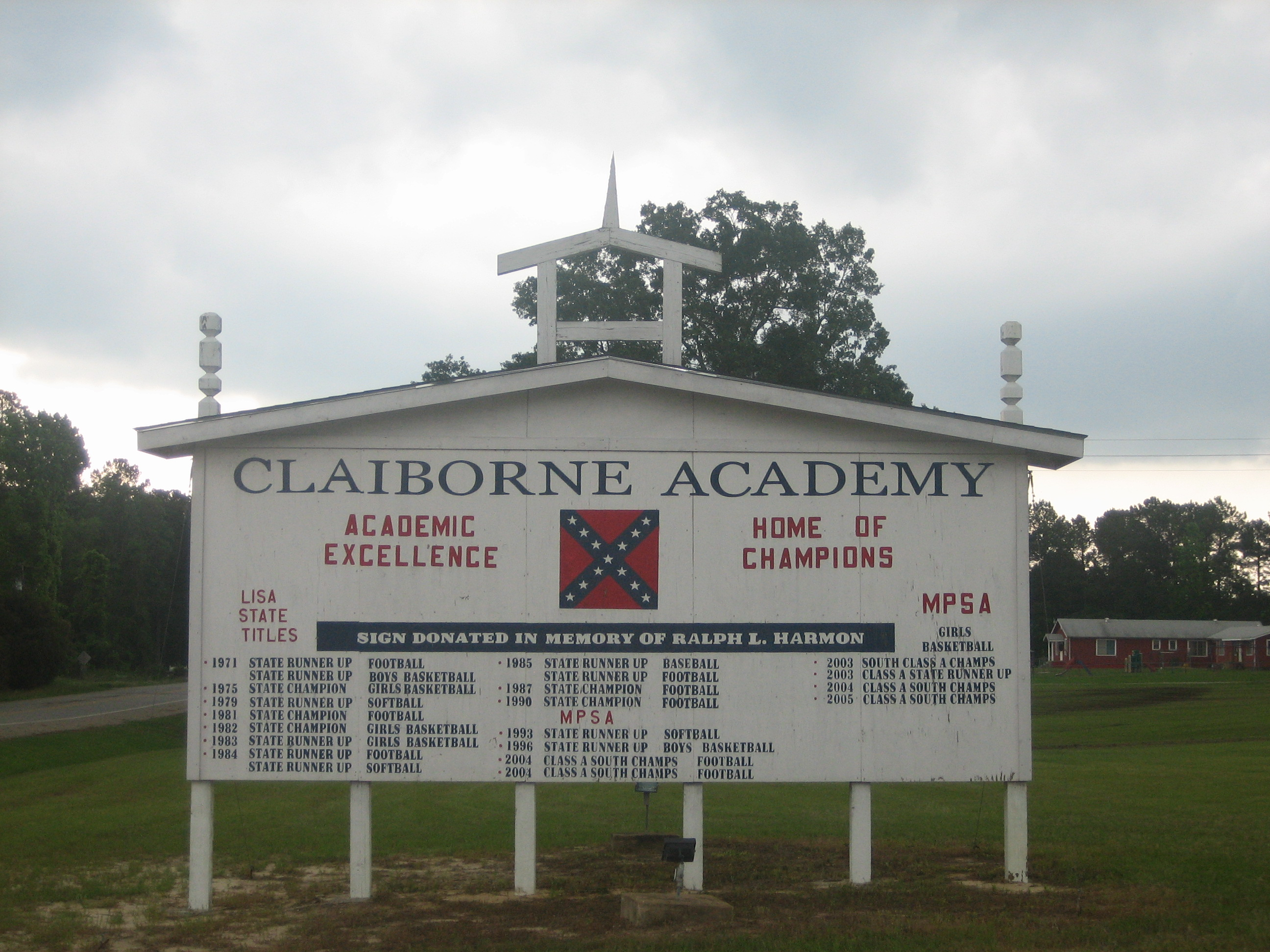
クレイボーン・アカデミー

クレイボーン郡教育委員会が地元の公立学校を運営している。
クレイボーン・アカデミーはヘインズビル近くの未編入領域にある私立学校である。

## 政府の機関
ルイジアナ州公衆安全矯正省が、ホーマーとヘインズビル近くの未編入領域で、デイビッド・ウェイド矯正所を運営している。